# CP-Baureihe 9630
Die CP-Baureihe 9630, auch bekannt unter dem Spitznamen Vouguinha, ist eine zweiteilige Dieseltriebwagenbaureihe der Comboios de Portugal. Die 1991 produzierte Baureihe ist für den verbliebenen Meterspurverkehr der portugiesischen Eisenbahnen gedacht und wird heute nur noch auf der Linha do Vouga bzw. Ramal de Aveiro eingesetzt.

## Geschichte
Ende 1980er Jahre war an eine Einstellung des Meterspurverkehrs im portugiesischen Eisenbahnnetz noch nicht zu denken: Das betriebene Streckennetz umfasste mehr als 500 Kilometer Länge. Die Vorortstrecke zwischen Porto und Póvoa de Varzim galt zu damaliger Zeit als eine der meistbefahrenen Meterspurstrecken Europas. Um eben der Nachfrage nachzukommen, bestellte die portugiesischen Staatseisenbahn Caminhos de ferro Portugueses sieben neue Dieseltriebwagen bei der portugiesischen Sorefame. Diese sollten vor allem die bisher eingesetzten Triebwagen der Baureihe 9600, 1971 von Alsthom gebaut, verstärken.
Die Produktion fand in den Sorefame-Werken in Amadora statt, die sieben Triebwagen gingen im September 1991 in Betrieb. Die Triebwagen waren bereits konstruktiv für eine spätere Elektrifizierung vorbereitet, da es auch Pläne gab, das Portuenser Meterspurnetz zu elektrifizieren. Die Triebwagen bestehen aus zwei Teilen, jeweils Motor- und Beiwagen.
Die Triebwagen verblieben bis zur Einstellung des Meterspurbetriebs der Linha da Póvoa 2001/2002 auf der Strecke. Während diese Strecke für den Betrieb der Metro do Porto umgebaut wurde, zogen die Triebwagen ins Vouga-Tal, wo sie die Baureihe 9300 ersetzen. Dort verrichten die Triebwagen bis heute (2014) ihren Dienst auf der Linha do Vouga und Ramal de Aveiro zwischen Espinho und Aveiro. Aufgrund finanzieller Probleme des Infrastrukturbetreibers REFER und der damit verbundenen geringen Instandhaltung der Strecke können die Triebwagen jedoch ihre Höchstgeschwindigkeit bei Weitem nicht ausfahren, in weiten Teilen gilt eine Geschwindigkeitsbegrenzung von 10 km/h.
Ursprünglich war bereits 2008 eine Abstellung der Fahrzeug gedacht, der Betrieb auf der verbliebenen Strecke sollte durch die kostengünstigeren Fahrzeuge der Baureihe 9500 aufrechterhalten werden. Da letztere jedoch bei Probefahrten entgleisten, verzichtete die CP auf die Pläne.

## Galerie

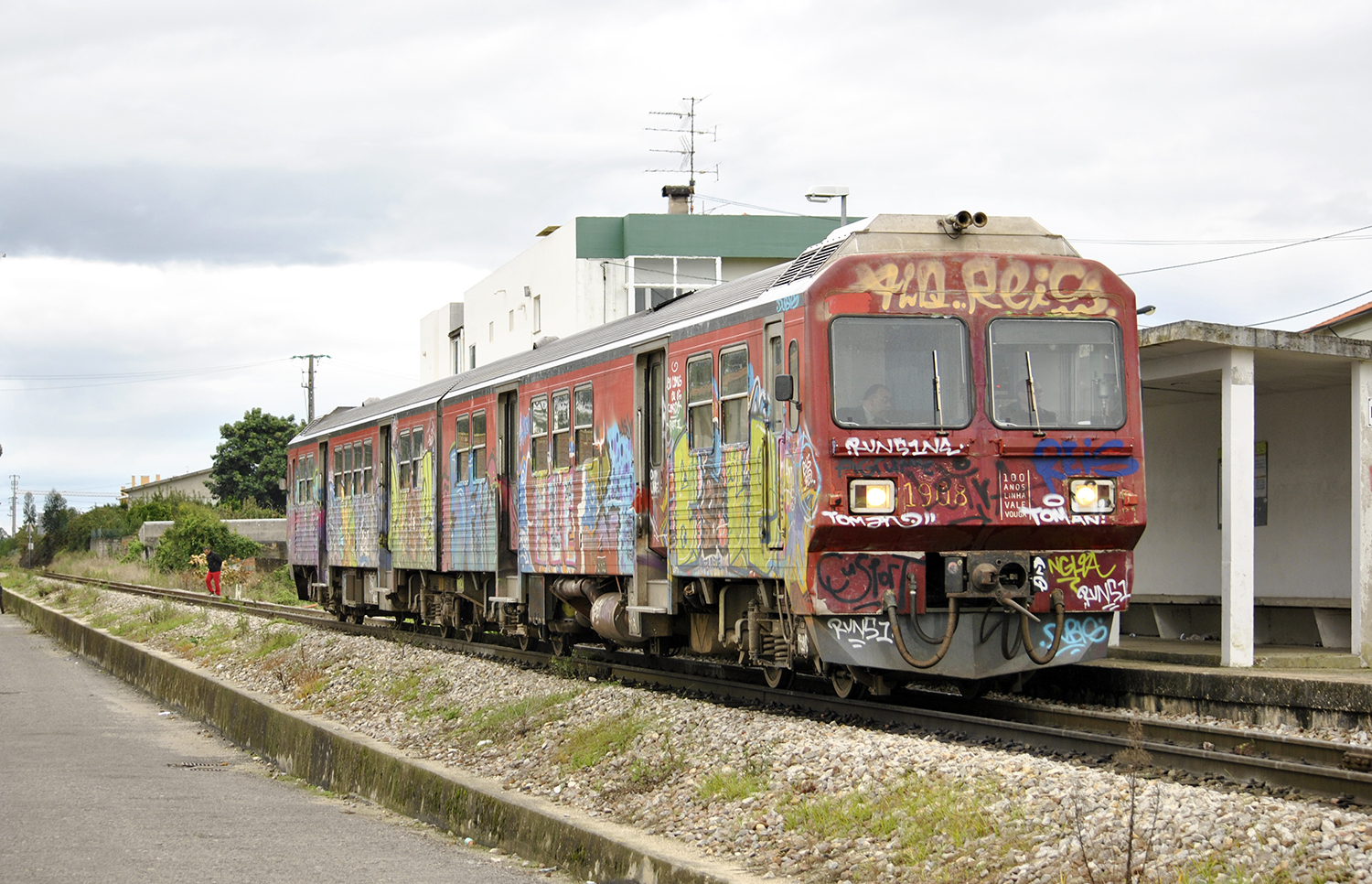
Fahrzeug 9631 bei Esgueira
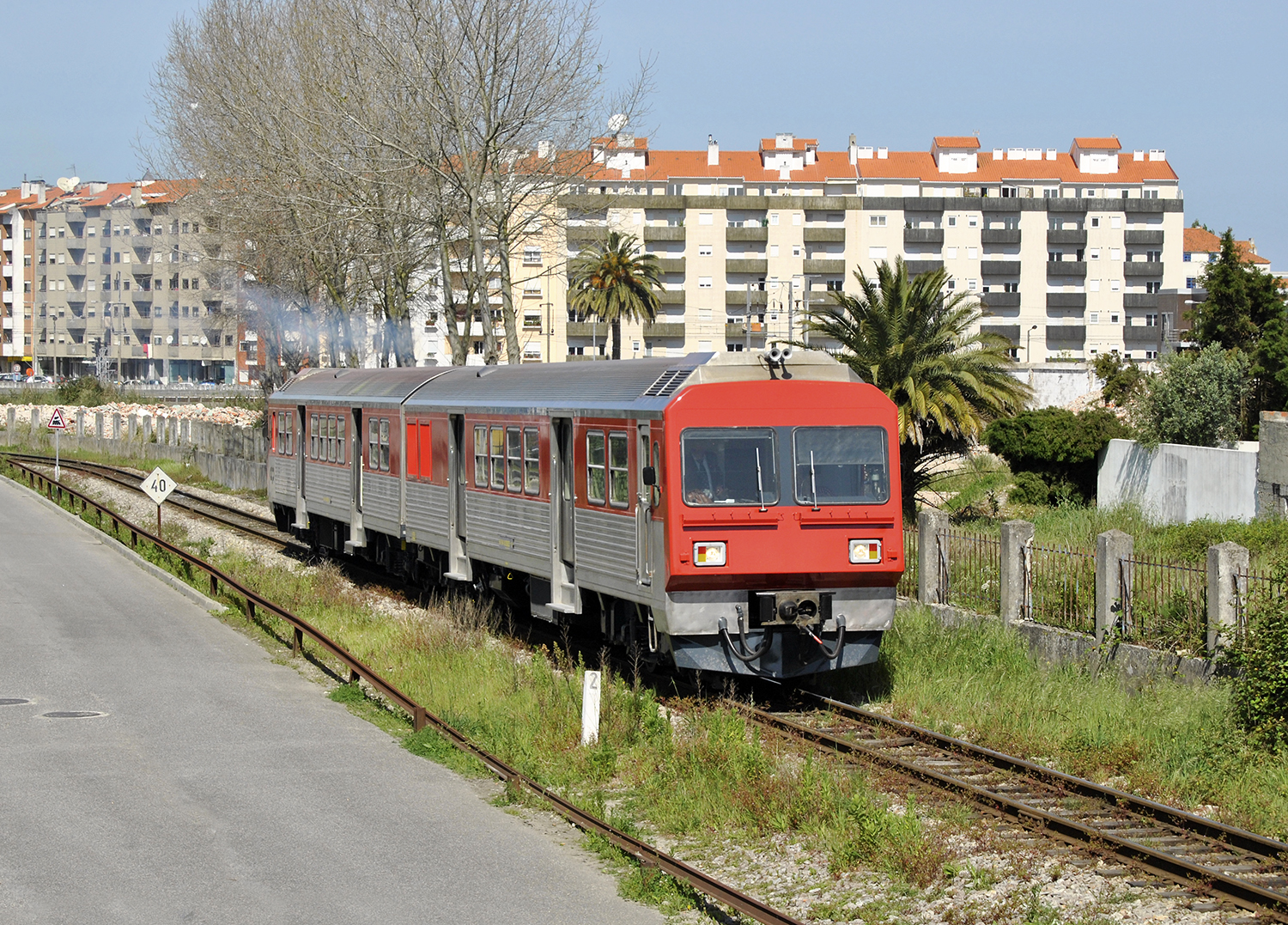
Fahrzeug 9635 bei Aveiro
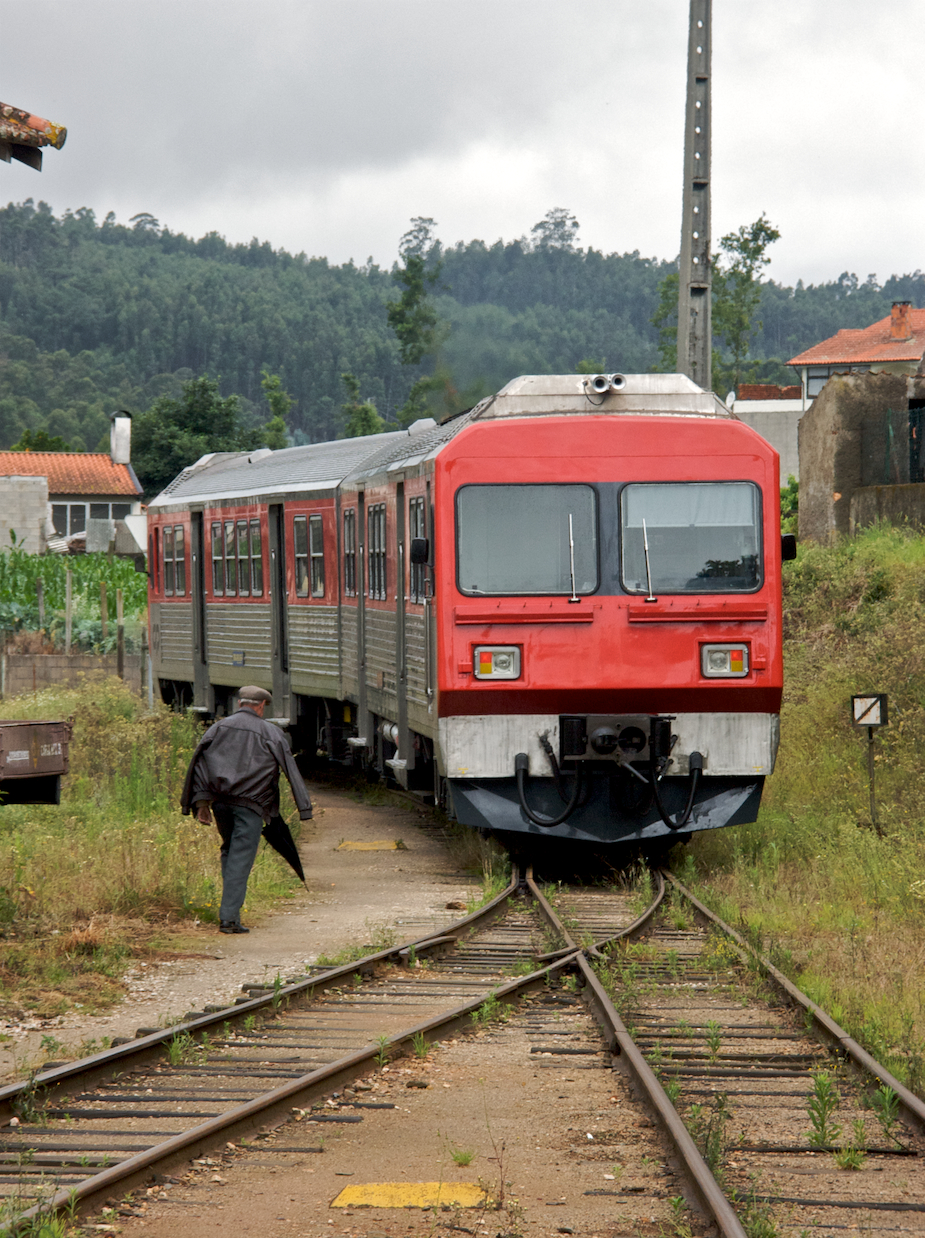
Fahrzeug 9636 bei Macinhata do Vouga
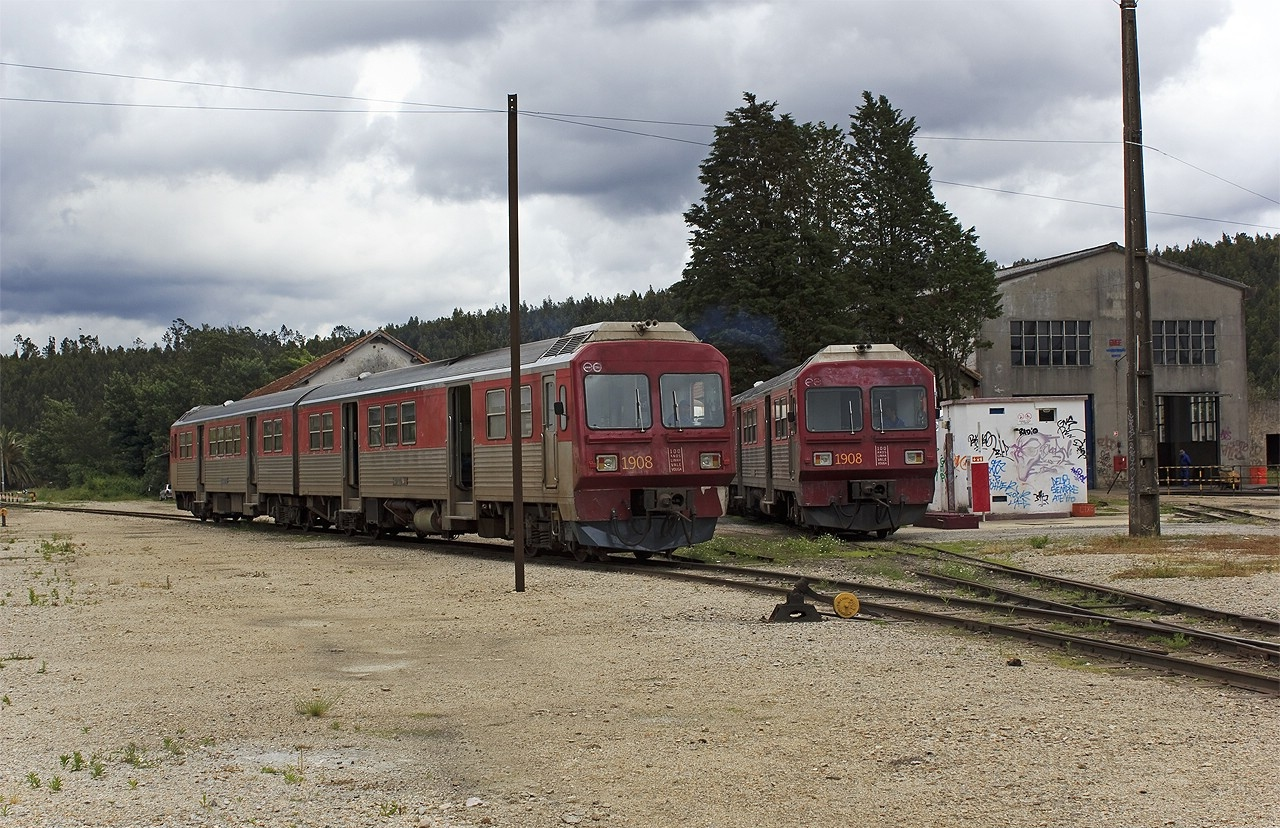
Zwei abgestellte Dieseltriebwagen im Bahnhof Sernada do Vouga
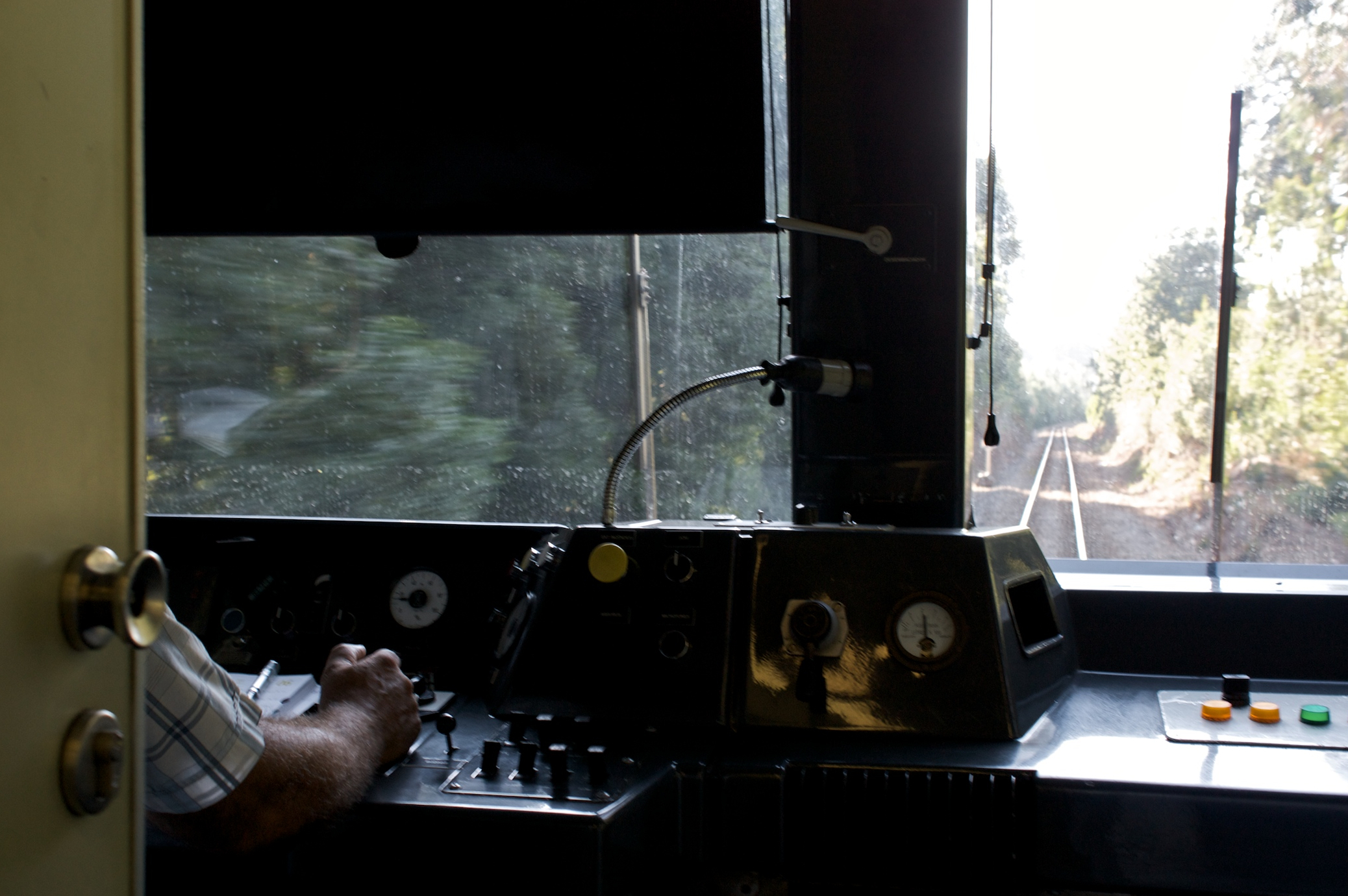
Fahrerpult des Fahrzeugs 9635
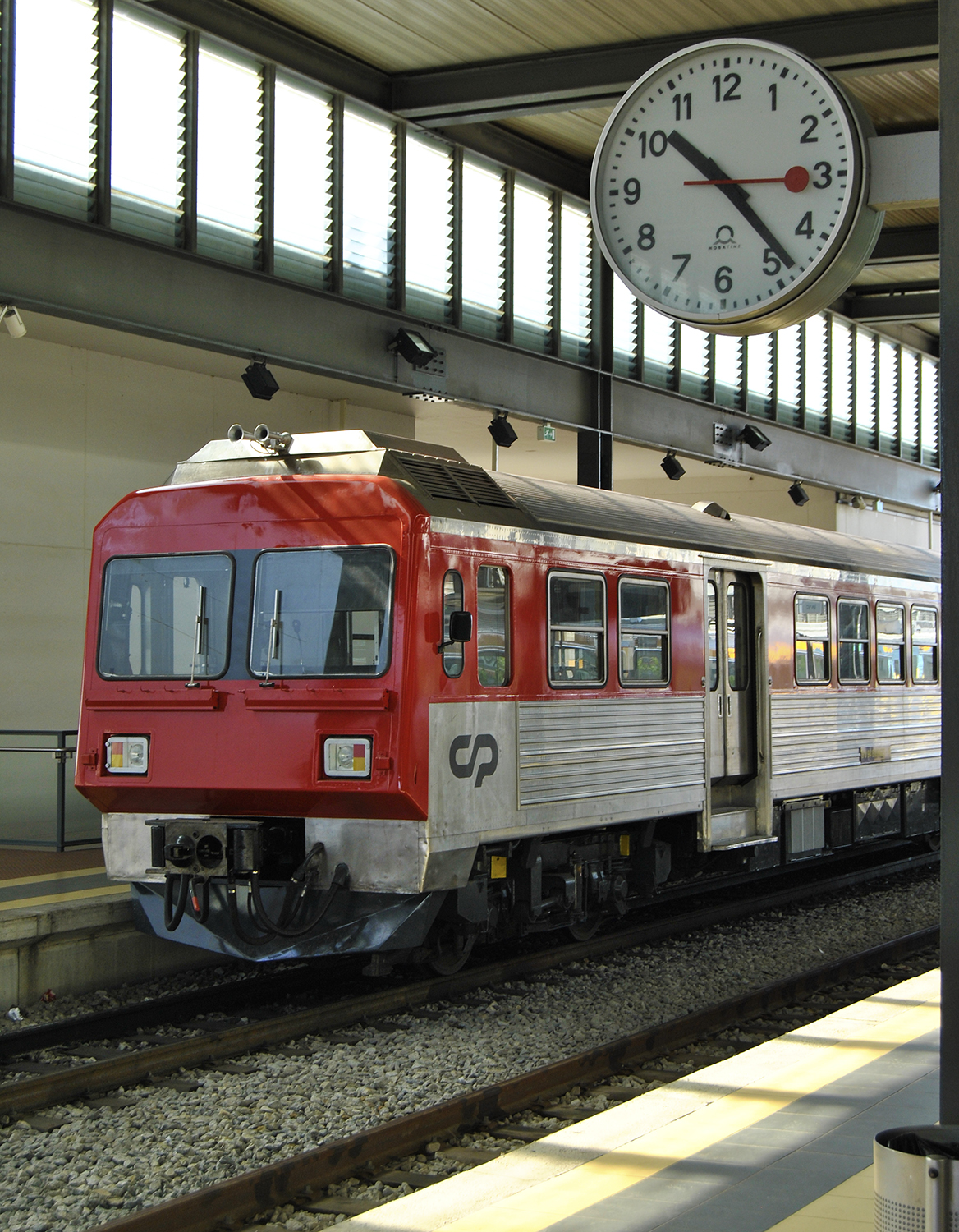
Fahrzeug 9365 im Bahnhof Aveiro
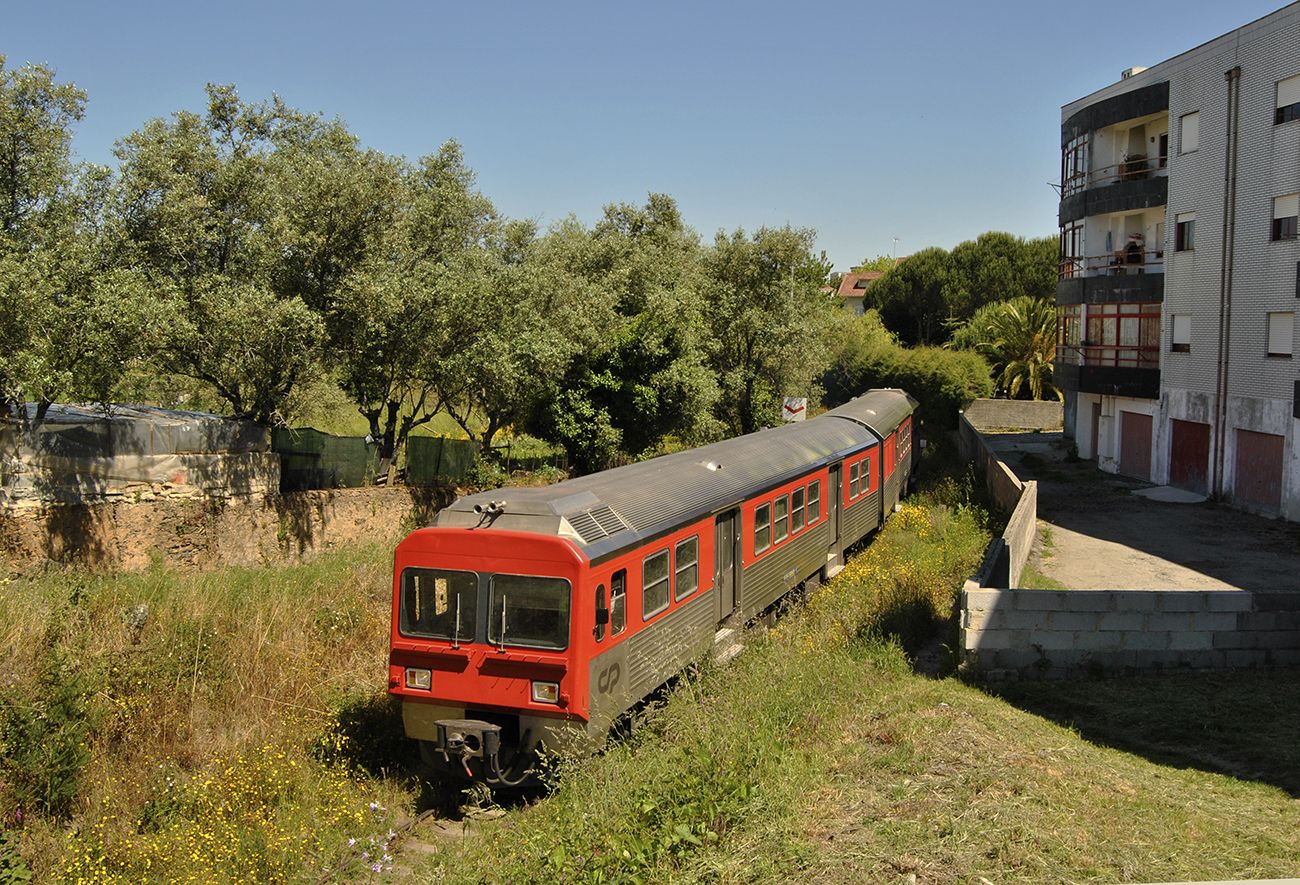
Fahrzeug 9635 bei Albergaria-a-Velha